# Fotyna
Fotyna – żeńska forma imienia Fotyn, pochodzenia grecko-łacińskiego, wywodząca się od gr. φως, oznaczającego „światło, jasność”. Fotyna oznacza też „należąca do Focjusza, pochodząca od Focjusza”, przy czym imię Focjusz powstało bezpośrednio od słowa phōs, phōtós. 
Imię to posiada liczne odpowiedniki znaczeniowe w różnych językach, m.in. Illuminata, a także Swietłana, która jest literackim tłumaczeniem imienia Fotyna na rosyjski (w Cerkwi prawosławnej święte o tym imieniu były stosunkowo bardziej znane niż w Kościele katolickim). Patronką tego imienia jest m.in. św. Fotyna Samarytanka, żyjąca w I wieku n.e. 
Fotyna imieniny obchodzi 20 marca i 23 listopada.